# Demetrio I Mocenigo del Zante

Stemma Mocenigo

Demetrio I Mocenigo del Zante (Venezia, 1723 – Venezia, 2 maggio 1793) figlio di Demetrio Mocenigo, nato a Venezia nel 1723, ortodosso di religione, fu educato nella famiglia di quel Mocenigo che era allora provveditore di San Marco e poi doge (probabilmente Alvise IV Giovanni Mocenigo).

## Biografia
L'8 maggio del 1748, Demetrio I e suo fratello Demetrio III Nicolò, ottennero dalla Repubblica di Venezia il titolo di conte del Zante.
Durante la 6ª guerra russo-turca (1768–1774) Mocenigo si accattivò la benevolenza della corte di Russia fornendo la flotta russa di piloti, mappe marittime, spioni, 2.000 volontari e scorte di cibo.

La Russia mirava all'indebolimento dell'Impero ottomano e allo stabilimento di uno stato greco filo-russo nei Balcani. Nell'inverno del 1770/71, istigati dall'ammiraglio da Guerra Imperiale Russa, Aleksey Grigoryevich Orlov, alla difesa della libertà del popolo greco soggiogato e alla difesa della comune religione ortodossa, almeno 6.000 contadini della penisola di Maina in Morea, si sollevarono nella cosiddetta rivolta Orlov.
Dopo i successi iniziali, la rivolta non riuscì a diffondersi in modo efficace nel resto della Grecia e fu repressa dagli ottomani con grande violenza. Arresti ed esecuzioni dei ribelli furono all'ordine del giorno.

Ebbe inizio un'ondata di profughi a Zante dove Mocenigo concesse loro protezione. Quando l'impero ottomano si lamentò con la Repubblica di Venezia che aveva dato protezione ai ribelli, chiesero l'estradizione dei greci.

La Repubblica espresse il suo assoluto risentimento verso Mocenigo, che aveva favorito i greci e, visto che non voleva offendere l'impero ottomano, diede l'ordine al generale di Corfù di non concedere protezione ai greci e di consegnarli agli ottomani. Quando il generale di Corfù era lì per eseguire il comando, apparve a Zante uno squadrone russo, approdò e richiese i greci come soggetti dell'imperatrice russa. Più di 400 greci salirono a bordo e vennero portati in sicurezza a Livorno.

Caterina II che riconobbe i servigi che aveva prestato Mocenigo alla corona russa, lo promosse al grado di Colonnello.

Il governo veneto insospettitosi dall'onore concesso a Mocenigo, il quale aveva contravvenuto ad un decreto del 12 marzo del 1770 che inibiva, sotto le pene più severe, che qualsiasi suddito veneto si ascrivesse al servizio delle potenze belligeranti, spediva da Venezia una fregata con un centinaio di soldati schiavoni. La fregata approdò a Zante e sbarcati gli Schiavoni, questi assediarono la casa di Mocenigo mentre lui era in uniforme russa e lo fecero prigioniero.

Malgrado egli avesse indossato la divisa imperiale russa, le autorità venete lo considerarono comunque un suddito della Repubblica e, fattolo imbarcare sulla fregata, lo spedirono a Venezia dove fu messo in carcere.

Quando l'Imperatrice Caterina ebbe notizia, mandò a Venezia una nave da guerra e intimò il Governo veneto di porre il prigioniero in libertà, se non si volesse disturbare la concordia fra la Repubblica di Venezia e l'Impero russo. Il Governo veneto obbedì e Mocenigo venne consegnato nelle mani dell'ammiraglio russo Orlov a Paro.

Trasferitosi a Pietroburgo, Mocenigo ebbe ottima accoglienza e gli venne offerta una carica pubblica. Essendosi mostrato desideroso di essere impiegato in qualche ambasciata, in un luogo dove il clima fosse più mite di quello della Russia e dove non ignorasse la lingua del paese, fu destinato ministro di Russia in Toscana.
Quando gli spagnoli, nel 1781, conquistarono Minorca, i greci che vi abitano vennero espulsi. Caterina II, che voleva cacciare gli ottomani dall'Europa, vide l'opportunità di costituire un "impero greco" sotto il casato dei Romanov.
All'arruolamento degli espulsi fu incaricato Mocenigo, il quale pubblicò un annuncio in un giornale, estendo l'invito agli "altri espulsi dell'isola di Minorca". In realtà si presentarono solo 17 famiglie greche. Di conseguenza, Mocenigo estese l'invito ad altri volenterosi ad emigrare. 
Dall'agosto del 1782 fino al luglio del 1783 Mocenigo inviò verso la Russia meridionale cinque navi con 1.010 italiani, sardi e corsi.

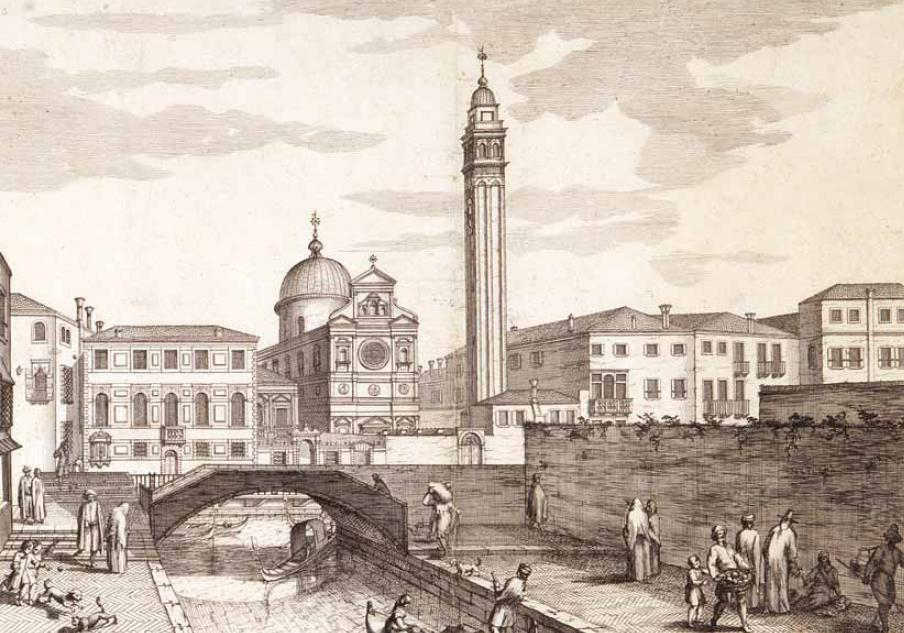
San Giorgio dei Greci con campanile

Nel 1786, Mocenigo venne ellevato a Consigliere di Stato col rango di Generale delle armate russe.

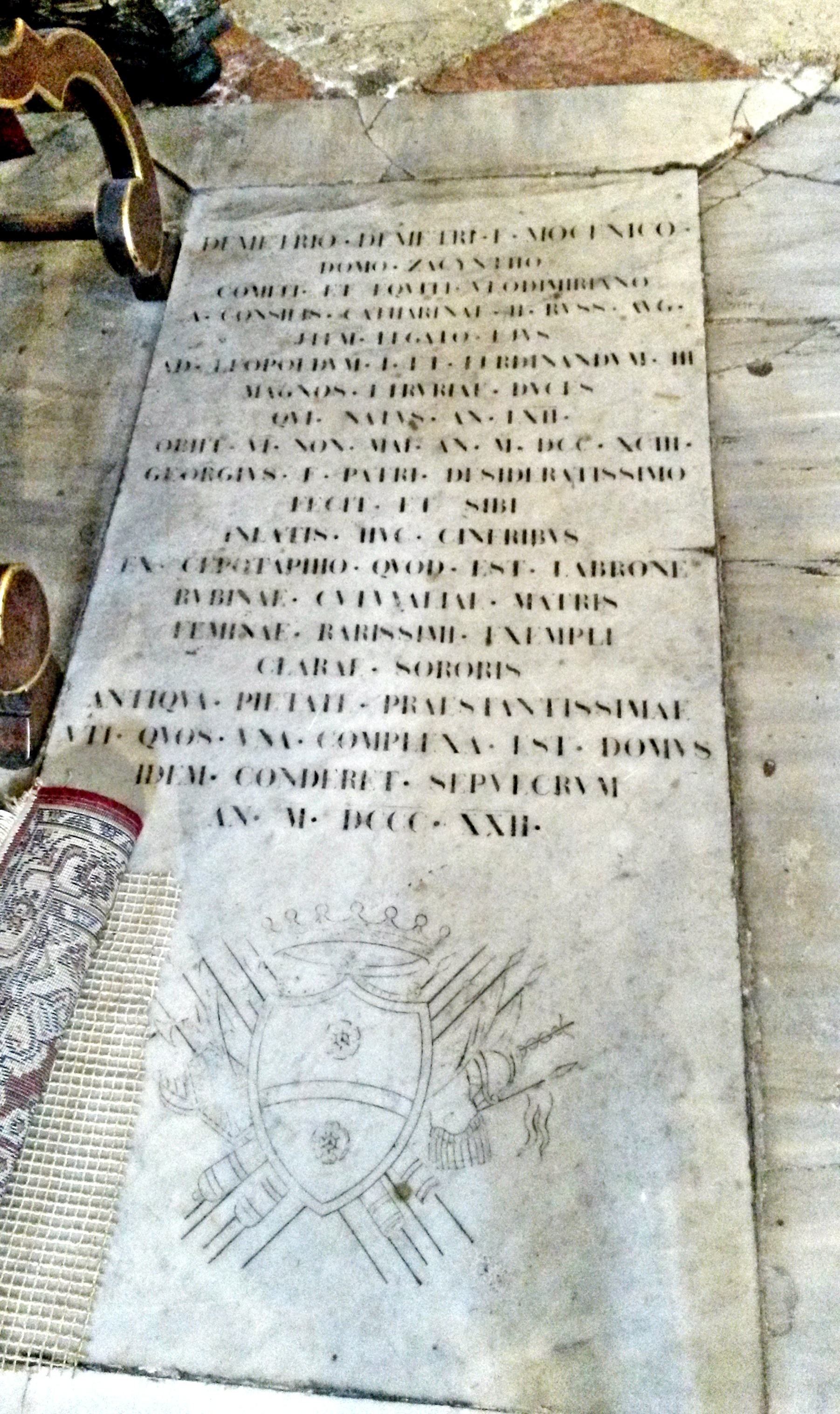
Lapide di Demetrio I Mocenigo del Zante nella chiesa San Giorgio dei Greci a Venezia

Gravemente ammalato, Mocenigo tornò a Venezia, dove morì il 2 Maggio del 1793. Le funzioni funebri ebbero luogo il 5 maggio nella chiesa greco-ortodossa di San Giorgio dei Greci. La sua tomba si trova di fronte all'iconostasi della chiesa.